# Emile Hirsch
Emile Davenport Hirsch (Kalifornia, Los Angeles, 1985. március 13. –) amerikai színész.
Legismertebb alakítása Chris McCandless az Út a vadonba című filmből. Továbbá olyan filmekben szerepelt, mint a Szüzet szüntess (2004), a Dogtown urai (2005), az Alpha Dog (2006), a Speed Racer – Totál turbó (2008), a Milk (2008), A túlélő (2013) és a Volt egyszer egy Hollywood (2019).

## Fiatalkora
Hirsch német zsidó, angol és skót-ír származású; Los Angeles részén található Palmsban született. Édesanyja, Margaret Esther (szül. Davenport), képzőművész, tanár, valamint kihajtható könyveket tervez; édesapja, David Milton Hirsch vállalkozó, menedzser és producer. Van egy Jennifer nevű nővére, Los Angelesben és Santa Fében nevelkedett, ahol édesanyjával élt több évig.

## Magánélete
Los Angelesben él.
2008-ban négy fiatal aktivistával együtt a Kongói Demokratikus Köztársaságba utazott, és naplót vezetett ötnapos túrájáról. Az utazására reflektálva Hirsch elmondta: "Most visszatekinhetek az úti beszámoló néhány korábbi részére, és szinte kuncogok naivitásomon. Talán mindannyian összefoghatunk, hogy megváltoztassuk a világot."
2013. október 27-én megszületett első gyereke, egy Valor nevű kisfiú. Hirsch a gyermek édesanyjával már nincs együtt.

### Testi sértés
2015. február 12-én Hirscht súlyos testi sértéssel vádolták meg, miután a Paramount Picturesnél vezető beosztásban dolgozó Daniele Bernfeldet megtámadta és megpróbálta megfojtani 2015. január 25-én az utahi Park City-i Tao Nightclubban. Hirsch azt állította, hogy nem emlékszik a tettére, mivel az esemény történtekor ittas állapotban stimulánsokat szedett. 2015. augusztus 17-én bűnösnek vallotta magát testi sértés vétségében, és 15 nap börtönre ítélték. Emellett 4750 dollár pénzbírságot, valamint 90 nap próbaidőt kapott, és 50 óra közmunkára kötelezték. Hirsch a támadást követően rehabilitációs intézménybe vonult.

## Filmográfia

### Film
| Év   | Cím                                    | Eredeti cím                       | Szerep                | Magyar hang     |
| ---- | -------------------------------------- | --------------------------------- | --------------------- | --------------- |
| 2002 | Oltári fiúk                            | The Dangerous Lives of Altar Boys | Francis Doyle         |                 |
| 2002 | Császárok klubja                       | The Emperor's Club                | Sedgewick Bell        | Baráth István   |
| 2003 | Anyja fia                              | The Mudge Boy                     | Duncan Mudge          |                 |
| 2004 | Szüzet szüntess                        | The Girl Next Door                | Matthew Kidman        | Simonyi Balázs  |
| 2004 | Családom titkai                        | Imaginary Heroes                  | Tim Travis            | Gacsal Ádám     |
| 2005 | Dogtown urai                           | Lords of Dogtown                  | Jay Adams             |                 |
| 2006 | Alpha Dog                              | Alpha Dog                         | Johnny Truelove       | Dolmány Attila  |
| 2007 | Lélegzet                               | The Air I Breathe                 | Tony                  | Baráth István   |
| 2007 | Út a vadonba                           | Into the Wild                     | Chris McCandless      | Dányi Krisztián |
| 2008 | Speed Racer – Totál turbó              | Speed Racer                       | Speed Racer           | Szvetlov Balázs |
| 2008 | Milk                                   | Milk                              | Cleve Jones           | Szalay Csongor  |
| 2008 | Milk                                   | Milk                              | Cleve Jones           | Baráth István   |
| 2009 | Woodstock a kertemben                  | Taking Woodstock                  | Billy                 | Szalay Csongor  |
| 2011 | Gyilkos Joe                            | Killer Joe                        | Chris Smith           | Radnai Márk     |
| 2011 | A legsötétebb óra                      | The Darkest Hour                  | Sean                  | Fehér Tibor     |
| 2012 | Vadállatok                             | Savages                           | Spin                  | Szalay Csongor  |
| 2012 | Világra jőve                           | Twice Born                        | Diego                 |                 |
| 2012 | Napról napra                           | The Motel Life                    | Frank Flannigan       |                 |
| 2013 | Prince Avalanche – Texas hercege       | Prince Avalanche                  | Lance                 | Gacsal Ádám     |
| 2013 | A túlélő                               | Lone Survivor                     | Danny Dietz           | Csőre Gábor     |
| 2015 | Tízezer szent                          | Ten Thousand Saints               | Johnny                | Szalay Csongor  |
| 2015 | Csak Jim                               | Just Jim                          | Dean                  |                 |
| 2016 |                                        | Vincent N Roxxy                   | Vincent               |                 |
| 2016 | A boncolás                             | The Autopsy of Jane Doe           | Austin Tilden         | Czető Roland    |
| 2017 | Éjjeli hajsza                          | All Nighter                       | Martin                | Előd Álmos      |
| 2017 |                                        | The Chinese Widow                 | Jack                  |                 |
| 2018 |                                        | An Evening with Beverly Luff Linn | Shane Danger          |                 |
| 2018 |                                        | The Outsider                      | Paulie Bowers         |                 |
| 2018 | Szörnyszülöttek                        | Freaks                            | Henry Lewis           | Molnár Levente  |
| 2019 | Peel családja                          | Peel                              | Peel Munter           |                 |
| 2019 | Volt egyszer egy Hollywood             | Once Upon a Time in Hollywood     | Jay Sebring           | Fehér Tibor     |
| 2019 |                                        | Never Grow Old                    | Patrick Tate          |                 |
| 2020 | A természet ereje                      | Force of Nature                   | Cardillo              | Szalay Csongor  |
| 2020 | A nagy visszatérők                     | The Comeback Trail                | James Moore           | Szalay Csongor  |
| 2021 |                                        | Son                               | Paul                  |                 |
| 2021 | Trollvadászok: A titánok felemelkedése | Trollhunters: Rise of the Titans  | Jim Lake Jr. (hangja) |                 |
| 2021 | Hajsza egy gyilkos után                | Midnight in the Switchgrass       | Byron Crawford        | Czető Roland    |
| 2021 |                                        | American Night                    | Michael Rubino        |                 |
| 2022 |                                        | The Immaculate Room               | Mike                  |                 |
| 2022 | Hajsza Rick után                       | Pursuit                           | Rick Calloway         | Gacsal Ádám     |
| 2022 |                                        | Dig                               | Victor                |                 |
| 2022 |                                        | Devil's Workshop                  | Donald                |                 |
| 2022 |                                        | The Price We Pay                  | Alex                  |                 |
| 2022 |                                        | State of Consciousness            | Stephen               |                 |
| 2023 |                                        | Inside Man                        | Bobby Belucci         |                 |
| 2023 |                                        | The Engineer                      | Etan                  |                 |

### Televízió
| Év        | Magyar cím                          | Eredeti cím                | Szerep                            | Megjegyzések                                  |
| --------- | ----------------------------------- | -------------------------- | --------------------------------- | --------------------------------------------- |
| 1996      |                                     | Kindred: The Embraced      | Abel                              | 1 epizód                                      |
| 1997      | Űrbalekok                           | 3rd Rock from the Sun      | Punk „Bernstein fiú”              | 1 epizód                                      |
| 1997      | A kiválasztott – Az amerikai látnok | Early Edition              | Lance Foster                      | 1 epizód                                      |
| 1998      | Alvilági játszma                    | Players                    | Adam Paprelli                     | 1 epizód                                      |
| 1998      | Houdini – A halál cimborája         | Houdini                    | Harry Houdini fiatalon            | - tévéfilm - magyar hangja: - Molnár Levente  |
| 1998      | Gargantua – Rejtelmek szigete       | Gargantua                  | Brandon Elway                     | - tévéfilm - magyar hangja: - Halasi Dániel   |
| 1999      | 2×2 néha sok(k)                     | Two of a Kind              | Jeremy                            | 1 epizód                                      |
| 1999      | Sabrina, a tiniboszorkány           | Sabrina, the Teenage Witch | Darryl                            | 1 epizód                                      |
| 1999      | Az ígéret földje                    | Promised Land              | Walter Elliott                    | 1 epizód                                      |
| 1999      | A kaméleon                          | The Pretender              | Bryce Banks                       | 1 epizód                                      |
| 1999      | Pszichozsaru                        | Profiler                   | Bryce Banks                       | 1 epizód                                      |
| 1999      | New York rendőrei                   | NYPD Blue                  | Marcello Parisi                   | 1 epizód                                      |
| 1999      | Vészhelyzet                         | ER                         | Chad Kottmeier                    | 2 epizód                                      |
| 2001      | Vad Iris                            | Wild Iris                  | Lonnie Bravard                    | - tévéfilm - magyar hangja: - Szvetlov Balázs |
| 2013      |                                     | Bonnie & Clyde             | Clyde Barrow                      | minisorozat (2 epizód)                        |
| 2018      | Trollvadászok                       | Trollhunters               | Jim Lake Jr. (hangja)             | 11 epizód                                     |
| 2018–2019 | Hárman a Földön: Arcadia meséi      | 3Below: Tales of Arcadia   | Jim Lake Jr. (hangja)             | 4 epizód                                      |
| 2020      | Robotcsirke                         | Robot Chicken              | Nick Jonas / Ron Weasley (hangja) | 1 epizód                                      |
| 2020      | Varázslók: Arcadia meséi            | Wizards: Tales of Arcadia  | Jim Lake Jr. (hangja)             | 9 epizód                                      |

### Videójátékok
| Év   | Cím                                | Szerep              |
| ---- | ---------------------------------- | ------------------- |
| 2008 | Speed Racer: The Videogame         | Speed Racer         |
| 2017 | Walden, a game                     | Henry David Thoreau |
| 2020 | Trollhunters: Defenders of Arcadia | Jim Lake Jr.        |

## Fordítás
- Ez a szócikk részben vagy egészben  az   Emile Hirsch című angol Wikipédia-szócikk fordításán alapul.  Az eredeti cikk szerkesztőit annak laptörténete sorolja fel. Ez a jelzés csupán a megfogalmazás eredetét és a szerzői jogokat jelzi, nem szolgál a cikkben szereplő információk forrásmegjelöléseként.